# Stambuł. Wspomnienia i miasto
Stambuł. Wspomnienia i miasto – autobiograficzna książka Orhana Pamuka z 2003 roku. Polski przekład ukazał się w 2008 roku. Książka była tłumaczona na wiele języków, sprzedano ponad dwa miliony egzemplarzy. 